# Franco e Ciccio in uno storico pasticcio
Franco e Ciccio in uno storico pasticcio è un film di montaggio del 2000 ideato e diretto da Bruno Mattei e Chiara Peritore, con scene tratte, almeno per la maggior parte, dal film Satiricosissimo di Mariano Laurenti, uscito nel 1970 e con protagonisti la coppia comica.
Nello stesso anno esce un secondo film, ideato e diretto sempre da Mattei e Peritore, intitolato Franco e Ciccio, ma che impiccio!. Pubblicato anch'esso in formato videocassetta, non ha mai avuto passaggi televisivi ed è tutt'oggi introvabile.

## Trama
Un collage di scene tratte dai migliori film di Franco e Ciccio usciti precedentemente. Il film mostra, almeno per la maggior parte, scene tratte dal film Satiricosissimo (1970).

## Distribuzione
Il film viene pubblicato in formato videocassetta e viene spesso mandato in onda sulla rete Happy Channel nei primi anni 2000. 